# Quenelle (gebaar)

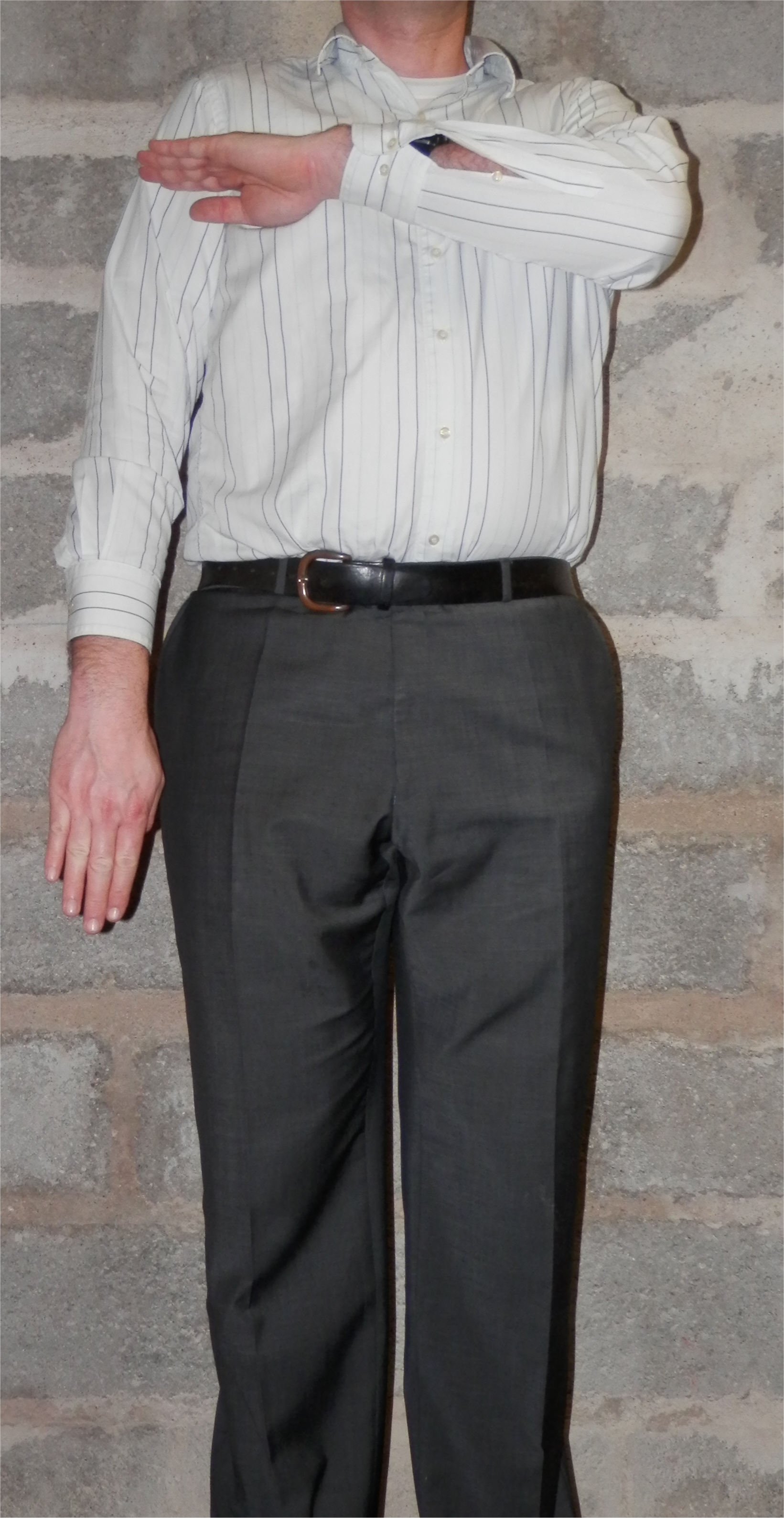
Quenelle

De quenelle is een gebaar uit Frankrijk waarbij een arm gestrekt wordt en de andere hand boven op de gestrekte arm wordt gelegd.
Het gebaar is afkomstig van de Franse komiek Dieudonné M'bala M'bala (Dieudonné). Hij gebruikte deze beweging voor het eerst in 2005 in een sketch van zijn show "1905". Het is een vulgair gebaar dat zijn oorsprong vindt in het gerecht quenelle dat qua vorm iets van een suppositoir heeft. Iemand een quenelle toedienen betekent dan ook hem/haar iets in de anus te duwen ; zie qua soortgelijke vulgariteit de uitspraak "steek het waar het u zint", "steek het waar de zon niet schijnt" of bepaalde interpretaties van de opgestoken middelvinger. 
De hand die de schouder raakt symboliseert tot welke diepte men deze virtuele sodomisering zou willen drijven. Op speciale T-shirts (zie foto) die verkocht worden door Dieudonné ziet men op de mouwen ook een maat die aangeeft welk type quenelle men uitvoert : klein, middel of "épaulée" (tot de schouder). Door een aantal mensen wordt de quenelle met een omgekeerde Hitlergroet vergeleken, allicht door de controversiële en door velen antisemitisch beoordeelde uitspraken van Dieudonné..
In de videoboodschappen op het internet van Dieudonné speelt de quenelle de rol van standaardbelediging voor alles en iedereen die hem niet zinnen of uitspraken tegen hem gedaan hebben. Vaak moet de Franse ex-president François Hollande het hier ontgelden, deze heeft zelfs een apart "quenellelied" gekregen (dat ook enthousiast gezongen wordt tijdens de shows van Dieudonné), met de weinig aan de verbeelding overlatende tekst "François la sens-tu qui se glisse dans ton cul? - la quenelle" (François, voel je wat we in je achterste stoppen? - la quenelle).
De quenelle werd op 28 december 2013 buiten Frankrijk bekend toen de voetballer Nicolas Anelka het gebaar maakte na een doelpunt te hebben gemaakt voor West Bromwich Albion. Al eerder, in oktober 2013, werd het gebaar gemaakt door Jean-Marie Le Pen en Bruno Gollnisch van het Front National.
Nicolas Anelka werd door de Disciplinaire Commissie van de Engelse voetbalbond FA op 27 februari 2014 voor vijf wedstrijden geschorst en bovendien kreeg de Franse spits een boete van 80.000 pond (zo’n 97.000 euro) naar aanleiding van zijn quenelle.